# بني زرنتل
بني زرنتل هي قرية جبلية مغربية غرب المملكة. تنتمي بني زرنتل لإقليم خريبكة. تضم هذه الجماعة القروية 7.084 نسمة (إحصاء 2004).